# Ма аварех
Ма аварех (ивр. מה אֲבָרֵךְ‎, «Чем одарю его») — израильская песня 1968 года на музыку Яира Розенблюма и слова Рахель Шапиры, впервые публично исполненная и записанная в 1968 Ривкой Зогар в сопровождении армейского ансамбля «Lehakat Cheil Hayam» (букв. «Флотский ансамбль»).

## Содержание песни
Ангел раз за разом вопрошает, чем благословить ребёнка (растущего и взрослеющего, становясь подростком, юношей и молодым воином), и щедро одаривает его — неутомимыми ногами, умелыми руками, внимательными глазами, чутким сердцем, памятливой душой и стремлением защищать свою родину — в конце концов не зная, что дать ещё; он был благословен всем, чем возможно. Однако среди всех даров не хватило одного — долгой жизни.

## История песни и другая информация
Слова песни считаются поэтическим дебютом израильской поэтессы Рахель Шапиры, которая родилась и выросла в киббуце Шфаим и написала стихотворение в память о своём однокласснике Эльдаде «Дади» Круке, погибшем в 22-летнем возрасте в боях при поселении Шуафат (ныне в составе Иерусалима) в ходе Шестидневной войны 1967 года. Песня была написана композитором Яиром Розенблюмом когда он, находясь в процессе подготовки программы «В день третий…» (ивр. «…וביום השלישי»‎) для армейского ансамбля «Lehakat Cheil Hayam» и отдыхая от травмы, полученной в дорожной аварии, увидел в клубе киббуца посвящённый Круку мемориальный стенд с этими стихами.
Песня, попавшая в ноябре того же года в чарт «Billboard Hits of The World» журнала «Billboard», заняв в нём вторую строчку по Израилю, а также отметившаяся в ряде других чартов, стала одним из главных хитов ансамбля и его солистки и относится сейчас к классике израильской музыкальной культуры.
Песня исполнялась и её кавер-версии песни записывались рядом исполнителей Израиля и еврейских общин других стран; кроме того, исполнение этой песни стало одной из традиций израильского дня поминовения погибших Йом Ха-Зикарон.